# Хукер, Морис
Морис Девейн Хукер (англ. Maurice Dewayne Hooker; род. 7 августа 1989, Даллас, Техас, США) — американский боксёр-профессионал, выступающий в первой полусредней и в полусредней весовых категориях. Среди профессионалов бывший чемпион мира по версии WBO (2018—2019), чемпион Северной Америки по версии WBO NABO (2015—2017) в 1-м полусреднем весе.

## Профессиональная карьера
29 апреля 2011 года Морис Хукер в возрасте 21 года начал профессиональную карьеру, сведя вничью (счёт: 38-38, 37-39, 40-36) бой в 1-м полусреднем весе с опытным соотечественником Тайроном Чатманом (7-1).

### 1-й чемпионский бой с Эдуардо Галиндо
26 июня 2015 года Морис Хукер в родном Далласе (штат Техас, США) завладел своим 1-м чемпионским титулом, победив техническим нокаутом в 6-м раунде небитого мексиканца Эдуардо Галиндо (10-0-1) (который после этого боя закончил боксёрскую карьеру) и завоевав вакантный титул чемпиона Северной Америки по версии WBO NABO в 1-м полусреднем весе.

### Бой с Таем Барнеттом
6 августа 2016 года на Оракл-арена в Окленде (штат Калифорния, США) Хукер ярко победил нокаутом в 1-м же раунде опытного соотечественника из Вашингтона Тая Барнетта (23-4-1, 15 КО) (который также после этого боя закончил боксёрскую карьеру) и во 2-й раз защитил свой титул чемпиона Северной Америки по версии WBO NABO в 1-м полусреднем весе.

### Чемпионский бой с Терри Флэнаганом
9 июня 2018 года на Манчестер Арена в Манчестере (Великобритания) Хукер, в зрелищном и максимально близком поединке, победил раздельным судейским решением (счёт: 115—113, 117—111, 111—117), бывшего чемпиона мира в лёгком весе, небитого британца Терри Флэнагана (33-0) и завоевал вакантный титул чемпиона мира по версии WBO в 1-м полусреднем весе. А в андеркарте этого вечера также прошёл бой Тайсон Фьюри—Сефер Сефери, и котором Тайсон Фьюри вернулся на ринг после более чем двухгодичного простоя.

### Бой с Алексом Сауседо
16 ноября 2018 года в Оклахома-Сити (штат Оклахома, США) Хукер победил техническим нокаутом в 7-м раунде небитого соотечественника, мексиканского происхождения, Алекса Сауседо (28-0, 18 KO) и в 1-й раз защитил свой титул чемпиона мира по версии WBO в 1-м полусреднем весе.

### Бой с Миккелем Леспьером
9 марта 2019 года в Верона (штат Нью-Йорк, США) Хукер победил единогласным решением судей (счёт: 120—107, 119—108 и 118—109) небитого претендента родом из Тринидада и Тобаго Миккеля Леспьера (21-0-1, 10 KO) и во 2-й раз защитил свой титул чемпиона мира по версии WBO в 1-м полусреднем весе.

## Статистика профессиональных боёв
В таблице перечислены результаты всех поединков боксёров.
В каждой строке указан результат поединка. Дополнительно номер поединка обозначен цветом, который обозначает итог поединка. Расшифровка обозначений и цветов представлена в нижеследующей таблице.
| Пример | Расшифровка                     |
| ------ | ------------------------------- |
|        | Победа                          |
|        | Ничья                           |
|        | Поражение                       |
|        | Планируемый поединок            |
|        | Поединок признан несостоявшимся |
| КО     | Нокаут                          |
| ТКО    | Технический нокаут              |
| PTS    | Решение судей (по очкам)        |
| UD     | Единогласное решение судей      |
| MD     | Решение большинства судей       |
| SD     | Раздельное решение судей        |
| RTD    | Отказ от продолжения боя        |
| DQ     | Дисквалификация                 |
| NC     | Поединок признан несостоявшимся |

| 32 поединка, 27 побед (18 нокаутом), 3 ничьи, 2 поражения. | 32 поединка, 27 побед (18 нокаутом), 3 ничьи, 2 поражения. | 32 поединка, 27 побед (18 нокаутом), 3 ничьи, 2 поражения. | 32 поединка, 27 побед (18 нокаутом), 3 ничьи, 2 поражения. | 32 поединка, 27 побед (18 нокаутом), 3 ничьи, 2 поражения. | 32 поединка, 27 побед (18 нокаутом), 3 ничьи, 2 поражения. | 32 поединка, 27 побед (18 нокаутом), 3 ничьи, 2 поражения.                                                                         |
| Бой                                                        | Рекорд                                                     | Дата боя                                                   | Соперник                                                   | Место проведения боя                                       | Раундов, время                                             | Примечание |
| ---------------------------------------------------------- | ---------------------------------------------------------- | ---------------------------------------------------------- | ---------------------------------------------------------- | ---------------------------------------------------------- | ---------------------------------------------------------- | --- |
| 32                                                         | 27-2-3                                                     | 20 марта 2021                                              | Верджил Ортис (16-0)                                       | Dickies Arena, Форт-Уэрт, Техас, США                       | TKO 7 (12), 0:36                                           | Бой за вакантный титул чемпиона по версии WBO International в полусреднем весе.                                                    |
| Перешёл в полусредний вес — 147 фунтов (до 66,68 кг).      |                                                            |                                                            |                                                            |                                                            |                                                            | |
| 31                                                         | 27-1-3                                                     | 20 декабря 2019                                            | Уриел Перес (19-4)                                         | Токинг Стик Ризот-арена, Финикс, Аризона, США              | TKO 1 (10), 2:52                                           | |
| 30                                                         | 26-1-3                                                     | 27 июля 2019                                               | Хосе Рамирес (24-0)                                        | College Park Center, Арлингтон, Техас, США                 | TKO 6 (12), 1:48                                           | Объединительный бой за титулы чемпиона мира по версиям WBC (3-я защита Рамиреса) и WBO (3-я защита Хукера) в 1-м полусреднем весе. |
| 29                                                         | 26-0-3                                                     | 9 марта 2019                                               | Миккель Леспьер (21-0-1)                                   | Верона, штат Нью-Йорк, США                                 | UD (12)                                                    | Счёт: 120—107, 119—108, 118—109. Защитил титул чемпиона мира по версии WBO (2-я защита Хукера) в 1-м полусреднем весе.             |
| 28                                                         | 25-0-3                                                     | 16 ноября 2018                                             | Алекс Сауседо (28-0)                                       | Оклахома-Сити, Оклахома, США                               | TKO 7 (12), 1:26                                           | Защитил титул чемпиона мира по версии WBO (1-я защита Хукера) в 1-м полусреднем весе.                                              |
| 27                                                         | 24-0-3                                                     | 9 июня 2018                                                | Терри Флэнаган (33-0)                                      | Манчестер Арена, Манчестер, Великобритания                 | SD (12)                                                    | Счёт: 115—113, 117—111, 111—117. Завоевал вакантный титул чемпиона мира по версии WBO в 1-м полусреднем весе.                      |